# Tour de télévision de Saint-Pétersbourg

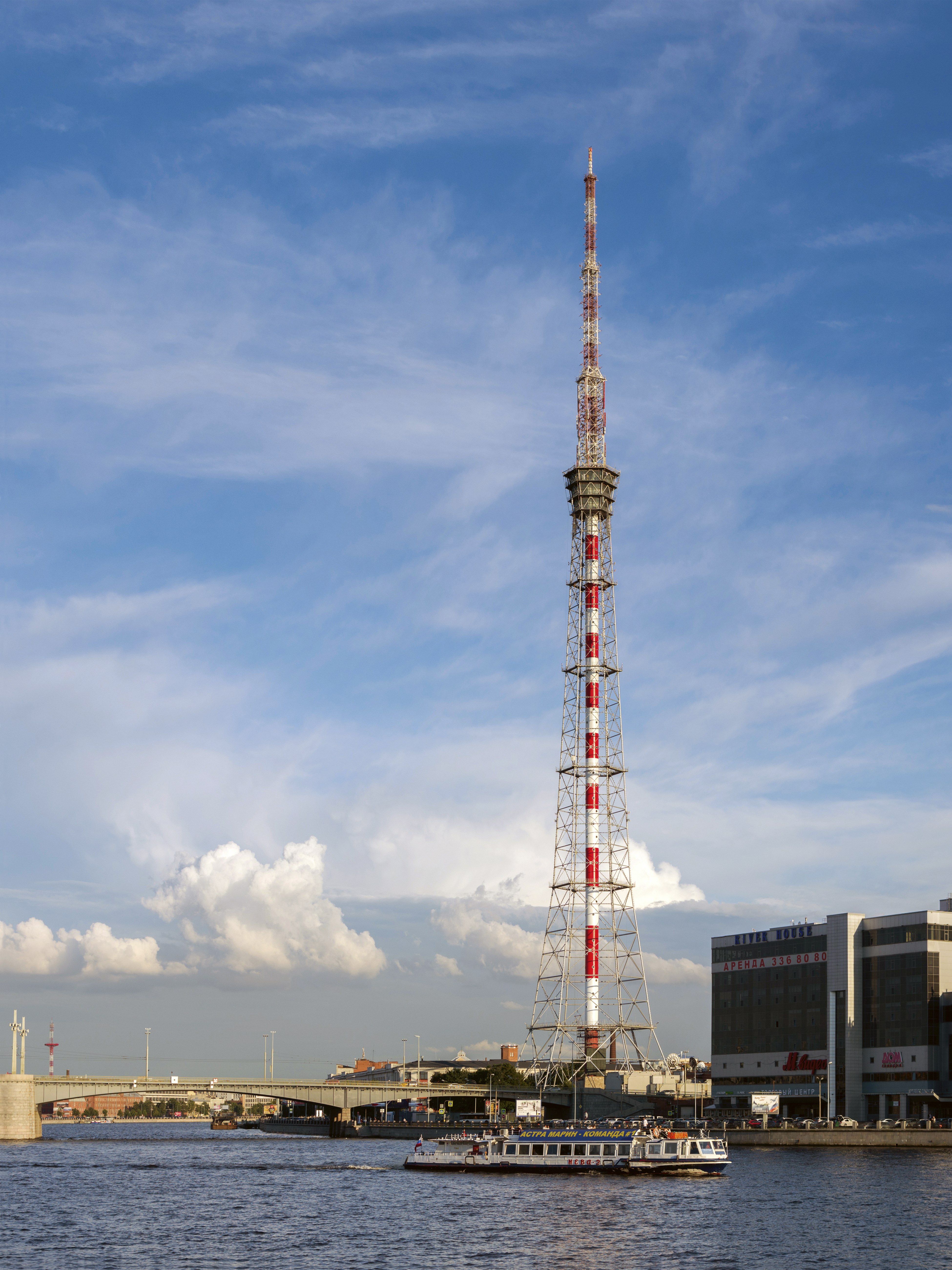
Tour TV de Saint-Pétersbourg

La tour de télévision de Saint-Pétersbourg (Санкт-Петербургская телебашня) est une tour en treillis d'acier de 310 mètres de haut située à Saint-Pétersbourg en Russie. Elle a été construite en 1962 et était la première tour de télévision de l'Union Soviétique. Elle est utilisée pour diffuser de la radio en FM et de la télévision. 
La tour de télévision de Saint-Pétersbourg comporte une plateforme d'observation à 191 mètres et est située 3 Ulitsa Akademika Pavlova. La station de métro la plus proche est Petrogradskaïa.

## Source
- (en) Cet article est partiellement ou en totalité issu de l’article de Wikipédia en anglais intitulé « Saint Petersburg TV Tower » (voir la liste des auteurs).